# Elisabeth Munthe-Kaas
Elisabeth Rønneberg Munthe-Kaas (Le Havre, 12 juni 1883 – 2 oktober 1959) was een Noors sopraan.
Munthe-Kaas zou uitgroeien tot een muze van diverse Noorse componisten, maar haar muzikale opleiding begon op de viool. Rond haar twintigste levensjaar zag zij in dat zij een loopbaan wilde als zangeres en begon daartoe in Berlijn haar studie, die ze voortzette in München. Ze rondde haar zangstudie af in Londen. Tegelijkertijd met haar studie begon ze ook aan concertreizen in Scandinavië en het Verenigd Koninkrijk. Ze trad op als solozangeres tijdens een concert in 1902. 
Als liedzangeres debuteerde ze op 4 september 1904 tijdens een optreden met haar oudere zuster Nanna Munthe-Kaas (1880-1965) achter de piano. Ze voerde tijdens haar leven vooral liederen uit, maar zong ook in oratoria, waaronder de Missa Solemnis en Matthäus-Passion. Ze promootte in het liederencircuit werken van “liedjesschrijver” Halfdan Kjerulf. Ze werd vooral geroemd om haar romantisch repertoire. Ze had echter ook oog voor de toenmalige nieuwe componisten zoals Irgens Jensen, David Monrad Johansen en Fartein Valen.